# 오마 벤슨 밀러
오마 벤슨 밀러(영어: Omar Benson Miller, 1978년 10월 7일 ~ )는 미국의 배우이다.

## 개요
영화 8마일에서 비중이 별로 없는 조연으로(솔 조지역)으로 출연했다가, 촬영된 메이킹 필름에 "존나좋군"이라는 대사를 합성한 짤방이 오마 벤슨 밀러의 절묘한 제스처와 들어맞으면서 대한민국의 네티즌들 사이에서 크게 유행했다. 이후 오마 벤슨 밀러의 각종 패러디가 범람했다.
얼마 후 LA에서 일식집을 하는 한국인이 마침 오마 벤슨 밀러가 자신의 가게의 단골 손님이었는데 이 사실을 오마 벤슨 밀러에게 알릴까말까 망설이다가 결국 알려줬다. 이에 오마 벤슨 밀러는 크게 기뻐했다. 밀러는 자신이 이렇게 알려진 사실에 대해 너무 기뻐한 나머지 평소보다 몇배에 해당되는 돈을 자신에게 이 사실을 알려준 한국인 요리사에게 지불하고, 자신의 패러디들을 모아서 자신의 트위터에 올려놓으며 이를 지인들에게 자랑했다. 특히 자신을 패러디한 것들 중에 여고생 교복을 입혀놓은 것을 제일 마음에 들어했다.
대한민국에서 오마 벤슨 밀러의 이름을 모르는 사람들은 그를 존나좋군이라고 부르고 있다.
오마 벤슨 밀러는 198cm의 장신이다.

## 출연작 목록

### 영화
| 연도 | 제목                           | 원제                                                | 배역            | 비고       |
| ---- | ------------------------------ | --------------------------------------------------- | --------------- | ---------- |
| 2002 | 소로리티 보이즈                | Sorority Boys                                       | 빅 존슨         |            |
| 2002 | 8 마일                         | 8 Mile                                              | 솔 조지         |            |
| 2003 | 언디피티드                     | Undefeated                                          | 맥              | TV 영화    |
| 2004 | 쉘 위 댄스                     | Shall We Dance?                                     | 번              |            |
| 2005 | 맨 오브 갓                     | Man of God                                          | 마이클          |            |
| 2005 | 아메리칸 파이: 썸머 캠프       | American Pie Presents: Band Camp                    | 오스카          |            |
| 2005 | 겟리치오어다이트라잉           | Get Rich or Die Tryin'                              | 칼              |            |
| 2006 | 소 히어즈 왓 해픈드            | So Here's What Happened                             | 클리프          | TV 단편    |
| 2007 | 럭키 유                        | Lucky You                                           | 카드 그래버     |            |
| 2007 | 트랜스포머                     | Transformers                                        | 글렌의 사촌     |            |
| 2007 | 그라인딩                       | Grindin'                                            | 부커            |            |
| 2007 | 우리가 불 속에서 잃어버린 것들 | Things We Lost in the Fire                          | 닐              |            |
| 2007 | 고든 글래스                    | Gordon Glass                                        | 고든 글래스     |            |
| 2013 | 버틀러: 대통령의 집사          | The Butler                                          | 루이스 게인스   | TV 영화    |
| 2008 | 안나 성당의 기적               | Miracle at St. Anna                                 | 샘 트레인       |            |
| 2008 | 익스프레스                     | The Express: The Ernie Davis Story                  | 잭 버클리       |            |
| 2009 | 브로 코드                      | The Bro Code                                        | 오마            | 단편       |
| 2009 | 주류 매점의 선인장             | Liquor Store Cactus                                 | 미스터 노예스   |            |
| 2010 | 블러드 돈 사인 마이 네임       | Blood Done Sign My Name                             | 허먼 코자트     |            |
| 2010 | 마법사의 제자                  | The Sorcerer's Apprentice                           | 베넷            |            |
| 2011 | 유다의 사자: 부활절 대모험     | The Lion of Judah                                   | 호러스          | 애니메이션 |
| 2011 | 할로윈의 밤                    | Halloween Knight                                    | 마리오          | 단편       |
| 2013 | 1982                           | 1982                                                | TK 윌리엄스     |            |
| 2013 | 홈프론트: 가족을 지켜라        | Homefront                                           | 티도            |            |
| 2013 | 러브 섹션                      | The Love Section                                    | 크리스          |            |
| 2013 | 고기와 감자                    | Meat and Potatoes                                   | 로런스 스티븐스 | 단편       |
| 2019 | 어보브 서스피션                | Above Suspicion                                     | 덴버 로즈       |            |
| 2022 | 닌자거북이 에볼루션: 더 무비   | Rise of the Teenage Mutant Ninja Turtles: The Movie | 라파엘          | 애니메이션 |
| 2025 | 씨너스: 죄인들                 | Sinners                                             | 콘브레드        |            |

### 텔레비전 드라마
| 연도    | 제목                        | 원제                                     | 배역               | 비고                      |
| ------- | --------------------------- | ---------------------------------------- | ------------------ | ------------------------- |
| 2002-04 | 웨스트 윙                   | The West Wing                            | 올랜도 케틀스      | "Election Night" 에피소드 |
| 2003    | 캐런 시스코                 | Karen Sisco                              | 퍼지 베어          | "Justice" 에피소드        |
| 2005    | 섹스, 사랑, 그리고 비밀들   | Sex, Love & Secrets                      | 트래비스 쿠퍼 잭슨 | 주연                      |
| 2006    | 성범죄수사대: SVU           | Law & Order: Special Victims Unit        | 루디 빅스턴        | "Fat" 에피소드            |
| 2009    | 원:아워                     | Eleventh Hour                            | 필릭스 리          | 주연                      |
| 2009-12 | CSI: 마이애미               | CSI: Miami                               | 월터 시먼스        | 주연                      |
| 2014    | 하우스 오브 라이즈          | House of Lies                            | 슬림 월터스        | "Middlegame" 에피소드     |
| 2015-19 | 볼러스                      | Ballers                                  | 찰스 그린          | 주연                      |
| 2018-20 | 닌자거북이 에볼루션         | Rise of the Teenage Mutant Ninja Turtles | 라파엘             | 애니메이션                |
| 2019-21 | 유니콘                      | The Unicorn                              | 벤 테일러          | 주연                      |
| 2021    | 러그래츠                    | Rugrats                                  | 랜디 카마이클      | 애니메이션                |
| 2022    | 톨레미 그레이의 마지막 날들 | The Last Days of Ptolemy Grey            | 레지 로이드        | 주연                      |
| 2023    | 트루 라이즈                 | True Lies                                | 앨버트 깁슨 주니어 | 주연                      |